# グエン・ティ・チュー
グエン・ティ・チュー（ベトナム語: Nguyễn Thị Trù、1893年5月4日 - 2016年7月12日）は、ベトナムホーチミン市在住だった長寿の女性。123歳69日没とされる。

## 人物
1979年に発行された文書に1893年生まれと記述されている。ジェロントロジー・リサーチ・グループ及びギネス世界記録には認定されていなかったものの、ワールド・レコード・アソシエーション（WRA）からは世界最長寿としての認定を受けていたため、ジェロントロジー・リサーチ・グループ及びギネス非認定の長寿者の中では長寿記録の信憑性が高いと思われる。